# Eliseo Rivero
Eliseo Roque Rivero Pérez (født 27. december 1957 i Montevideo, Uruguay) er en tidligere uruguayansk fodboldspiller (forsvarer), der mellem 1983 og 1986 spillede syv kampe for Uruguays landshold. Han deltog blandt andet ved VM i 1986 i Mexico.
På klubplan spillede Rivero primært i hjemlandet hos Danubio FC, CA Peñarol og Defensor Sporting.